# Clematis sichotealinensis
Clematis sichotealinensis là một loài thực vật có hoa trong họ Mao lương. Loài này được Ulanova mô tả khoa học đầu tiên năm 1981.